# Batalha de Messines (1917)

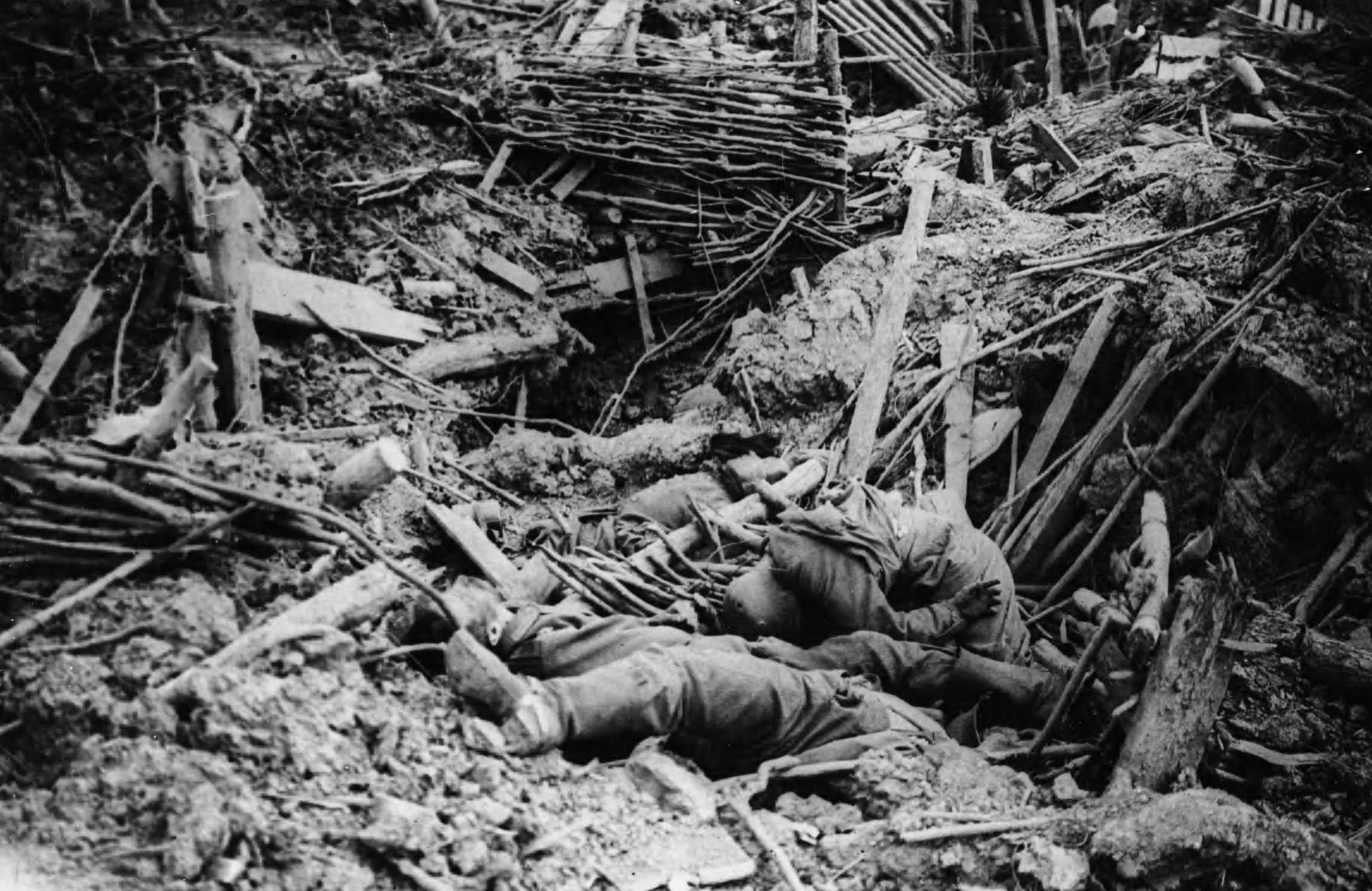
Na madrugada de 7 de junho de 1917, dezenove minas (enterradas pelos Aliados embaixo das trincheiras alemãs) foram detonadas no Cume de Messines. Foi utilizado 450 a 600 toneladas de explosivos (principalmente amoníaco). Cerca de 10 000 soldados alemães foram mortos ou enterrados vivos. A explosão foi tão forte que foi sentida em Londres (220 km de distância), sendo considerada uma das maiores explosões não nucleares da história.

A Batalha de Messines (7–14 Junho de 1917) consistiu numa ofensiva coordenada pelo Segundo Exército britânicoi, sob o comando do general Herbert Plumer, na Frente Ocidental perto da vila de Mesen, na região belga da Flandres Ocidental, durante a Primeira Guerra Mundial. A  Ofensiva Nivelle, em Abril e Maio, não conseguiu atingir os seus principais objectivos, desmoralizando as tropas francesas e alterando a estratégia anglo-francesa para 1917. A ofensiva em Messines forçou o Exército Alemão a mobilizar as suas reservas das frentes de Arras e Aisne para a Flandres, o que retirou alguma pressão sobre o Exército Francês. O objectivo táctico do ataque em Messines era a captura das defesas alemãs posicionadas na colina - que se estendiam desde Ploegsteert ("Plugstreet") Wood, a sul, até Messines, e de Wytschaete a Mt. Sorrel - para expulsar o Quarto Exército alemão das zonas altas de Ypres. A colina seria o local de coordenação das defesas britânicas e das áreas de retagurada a norte, a partir de onde os britânicos pretendiam lançar a "Operação do Norte", e avançar até à colina de Passchendaele e, depois, capturar a costa belga até à fronteira holandesa.
O Segundo Exército era constituído por cinco corpos, dos quais três fizeram parte do ataque, e dois permaneceram no flanco norte, afastados da acção principal; outro corpo encontrava-se disponível no "Quartel-General de Reservas"  (‘’GHQ reserve’’). As divisões do Quarto Exército alemão Gruppe Wijtschate controlavam a colina, mais tarde reforçada por uma divisão de Gruppe Ypern. A batalha começou com a detonação de 19 minas, que destruíram as defesas frontais alemãs, seguida de fogo de barragem numa extensão de 640 m, o que permitiu às tropas de ataque controlar a colina com o apoio de tanques, patrulhas a cavalo e aeronaves. A eficácia das minas, barragem em bombardeamentos britânicos, evoluiu positivamente com os avanços das sondagens da artilharia, detecção do inimigo com a ajuda de very-lights e centralização das operações de artilharia a partir do quartel-general do Segundo Exército. Os ataques entre os dias 8 e 14 de Junho fizeram avançar a nova linha da frente para além da linha (Oosttaverne) Sehnen alemã. A Batalha de Messines representou o prelúdio para a muito maior campanha da Terceira Batalha de Ypres, cujo bombardeamento preliminar teve início a 11 de Julho de 1917.